# Sauber-Mercedes C9
De Sauber-Mercedes C9 was een prototyperaceauto van het Duitse automerk Mercedes-Benz. De auto maakte in 1987 zijn debuut als de Sauber C9, later werd de naam "Mercedes" eraan toegevoegd.
De wagen werd uitgerust met een 5.0 liter V8 twin-turbo SOHC van 720 pk.
De auto is bekend vanwege zijn overwinning in de 24 uur van Le Mans 1989, die Jochen Mass, Manuel Reuter en Stanley Dickens wonnen.
De opvolger was de Mercedes-Benz C11.